# Endomicrobium
Endomicrobium ist eine Gattung von Bakterien. Die einzelnen Arten leben auf oder auch innerhalb der Zellen von Flagellaten (Geißeltierchen), die im Darm von Termiten als Symbionten vorkommen. Zusammen mit den Flagellaten helfen diese Bakterien den Termiten bei der Verdauung von Zellulose, einem Hauptbestandteil von Pflanzen, die den Termiten als Nahrung dienen. Es handelt sich also um eine Symbiose zwischen drei Organismen.

## Merkmale
Die Zellen von Endomicrobium proavitum sind pleomorph. Es sind dünne, oft gekrümmte oder spindelförmige Stäbchen von unterschiedlichem Durchmesser und Längen.
Die Arten Endomicrobium proavitum, Candidatus E. trichonymphae und Candidatus E. pyrsonymphae sind extrem klein, sie zählen zu den Ultramikrobakterien. So liegt der Durchmesser von Endomicrobium proavitum zwischen 0,15 und 0,30 μm, die Länge zwischen 0,5 und 3,5 μm. In älteren Kulturen von Endomicrobium proavitum entwickeln die Stäbchen an einem Zellpol eine ausgeprägte, knospenartige Verdickung, die im Durchmesser den in älteren Kulturen vorhandenen kokkoiden Formen ähnelt. Zellen von Endomicrobium proavitum können auch dünne, röhrenförmige Ausstülpungen der äußeren Membran tragen, die an Hyphen erinnern. Dies wird auch bei Candidatus Endomicrobium trichonymphae beobachtet. Bei den Arten Candidatus E. pyrsonymphae und Candidatus E. superficiale treten die hyphenähnlichen Fortsätze nicht auf.
Die Ultrastruktur des auf der Oberfläche der Wimpertierchen vorkommenden (ektosymbiotischen) Candidatus Endomicrobium superficiale ähnelt der ebenfalls ektosymbiontisch lebenden Art E. proavitum, einschließlich einer geriffelten Oberfläche und eines Vorsprungs an der Spitze der Zellen, der möglicherweise zur Befestigung an der Oberfläche des Geißeltierchens dient. Die gramnegative Zellhülle von Endomicrobium proavitum besteht aus einer (inneren) Zytoplasmamembran und einer asymmetrischen äußeren Membran, was auf das Vorhandensein von Lipopolysaccharide schließen lässt. Eine Zellwand ist nicht sichtbar. Geißeln sind nicht vorhanden, Endosporen werden nicht gebildet. Die Zellen der das Zytoplasma von Termitendarmflagellaten besiedelnde Endosymbionten Candidatus Endomicrobium trichonymphae und Candidatus E. pyrsonymphae sind kleine, spindelförmige Stäbchen mit deutlich verjüngten Zellpolen. Die Zellen sind von zwei Membranen umgeben, aber genomische Untersuchungen bei Candidatus E. trichonymphae weisen auf das Fehlen einer äußeren Membran hin. So stammt die äußerste Membran höchstwahrscheinlich von einer vom Wirt gebildeten Vakuole. Die Zellform von E. proavitum ändert sich zwischen den Wachstumsphasen der Zellkulturen. Ältere Kulturen bestehen überwiegend aus kokkoiden Zellen, die sich bei Beginn des Wachstums in Stäbchen verwandeln. Die Zellen sind in der exponentiellen Phase am größten und beginnen an einem Zellpol anzuschwellen, wenn sich die Kultur der stationären Phase nähert. Nach 3 Wochen besteht die Kultur hauptsächlich aus kokkoiden Zellen und nur wenigen kurzen Stäbchen ohne endständige Schwellung.

## Stoffwechsel und Wachstum
Bei Endomicrobium proavitum wurde die über den Embden-Meyerhof-Weg verlaufende Fermentation nachgewiesen. Glukose wird hierbei in Laktat, Acetat , Wasserstoff und Kohlendioxid (CO2) umgewandelt. Die Genomanalyse des endosymbiontischen Candidatus E. trichonymphae ergab, dass Gene für die Aufnahme und der Nutzung von Glukuronsäure vorhanden sind. Dies könnte eine Anpassung an die vorhandenen Substrate im Zytoplasma des Wirtsflagellaten darstellen.
Bei Endomicrobium proavitum wurde die Stickstofffixierung (Diazotrophie) nachgewiesen.

## Systematik
Die Gattung Endomicronium zählt zu der Familie der Endomicrobiaceae. Im Oktober 2024 zählten hierzu noch weitere Arten, die allerdings alle noch nicht frei kultiviert wurden. Hierzu zählen u. a. Candidatus Ruminimicrobium, Candidatus Ruminimicrobiellum und Candidatus Parendomicrobium.
Neben Endomicrobium proavitum sind noch drei weitere, bis jetzt (September 2024) noch nicht kultivierte und somit nicht vollständig beschriebene Arten (Candidatus) von Endomicrobium bekannt. Es handelt sich um:
- Candidatus Endomicrobium pyrsonymphae Stingl et al. 2005
- Candidatus Endomicrobium superficiale Izawa et al. 2017
- Candidatus Endomicrobium trichonymphae Stingl et al. 2005

## Ökologie
Stämme von Endomicrobium sind spezifische Symbionten von Flagellaten die den Darm von Termiten besiedeln.
Candidatus E. trychonymphe und Candidatus E. pyrsonymphae leben innerhalb der Flagellaten und sind somit Endosymbionten, während Endomicrobium proavitum und Candidatus E. superficiale an der Oberfläche der Geißeltierchen haften. Sie sind also als Ektosymbionten zu bezeichnen.
Die Art Endomicrobium proavitum kommt im Darm der Termitenart Reticulitermes santonensis vor. Candidatus Endomicrobium trichonymphae besiedelt Flagellaten der Gattung Trichonympha und lebt als Endosymbiont im Cytoplasma dieser im Darm von Termiten vorkommenden Flagellaten. Es wurde ursprünglich in der Flagellatenart Trichonympha agilis, die im Hinterdarm der Termite Reticulitermes santonensis lebt, entdeckt und ist in verschiedenen Flagellaten der Gattung Trichonympha aus unterschiedlichen Termitenarten lokalisiert worden. Es wurden vollständigen Genomsequenzen von Candidatus Endomicrobium trichonymphae Rs-D17 aus Bakterienpopulationen in den Zellen von Trichonympha agilis innerhalb des Darms der Termite Reticulitermes speratus gewonnen.
Genomanalysen deuten darauf hin, dass die Endosymbionten auf die Synthese von Aminosäuren und Cofaktoren spezialisiert sind und dem Wirt und der Termite stickstoffhaltige Verbindungen liefern können. Die Endomicrobium-Endosymbionten im Darm von niederen Termiten könnten eine wichtige Rolle im symbiotischen System des Termitendarms spielen.
Noch nicht isolierte Verwandte der Gattung Endomicrobium sind im Darm anderer Insekten, wie Termiten und Schaben, zu finden. Eine Linie der Endomicrobiaceae kolonisiert den Pansen von Rindern.